# Нанси Макелдауни
Нанси Макелдауни (на английски: Nancy McEldowney) е американски дипломат от кариерата и посланик на САЩ в България от май 2008 до юли 2009 г.. Била е заместник-началник на посолството на САЩ в Анкара. Предишните ѝ длъжности включват дипломатически позиции в Баку, Кайро и Бон. Била е директор по европейските въпроси при Съвета за национална сигурност към Белия дом. Работила на множество позиции в министерствата на външните работи (Държавен департамент) и на отбраната на САЩ. Била е член на американската делегация при Преговорите за намаляването на стратегическите оръжия със СССР.
На 3 декември 2020 г. беше съобщено, че тя ще е съветник по националната сигурност на Камала Харис.